# Симойнс-Филью
Симойнс-Филью (порт. Simões Filho)  —  муниципалитет в Бразилии, входит в штат Баия. Составная часть мезорегиона Агломерация Салвадор. Находится в составе крупной городской агломерации Агломерация Салвадор. Входит в экономико-статистический микрорегион Салвадор. Население составляет 110 340 человек на 2007 год. Занимает площадь 192,163 км². Плотность населения — 571,3 чел./км².

## История
Город основан в 1961 году.

## Статистика
- Валовой внутренний продукт на 2005 год составляет 2 237 629 729 реалов (данные: Бразильский институт географии и статистики).
- Валовой внутренний продукт на душу населения на 2005 год составляет 20 803 реала (данные: Бразильский институт географии и статистики).
- Индекс развития человеческого потенциала на 2000 год составляет 0,730 (данные: Программа развития ООН).

## География
Климат местности: тропический.